# 衣索比亞人種

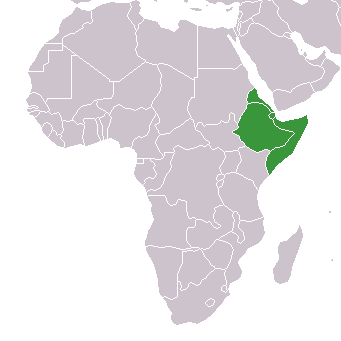
分布區

衣索比亞人種，又称東含米特人种。

## 起源
他们分布于東北非，是闪米特人与黑人的混合。
体質上他们中高身材、长头型，臉部非常狹窄，波浪捲髮，嘴唇相當飽滿，皮膚黝黑，与地中海人种相似。他们是牧民，他们后人是衣索比亞人、图西人、索馬里人、马赛人和厄立特里亚人。他们也是尼格罗人种的一部分。